# Dolores del Río
Dolores del Río, pseudonimo di Dolores Martínez Asúnsolo y López Negrete (Durango, 3 agosto 1904 – Newport Beach, 11 aprile 1983), è stata un'attrice e ballerina messicana interprete di numerosi film prettamente a sfondo esotico e di avventura. Assieme a María Félix e Silvia Pinal forma il trio delle attrici messicane più famose nella storia del cinema.

## Biografia

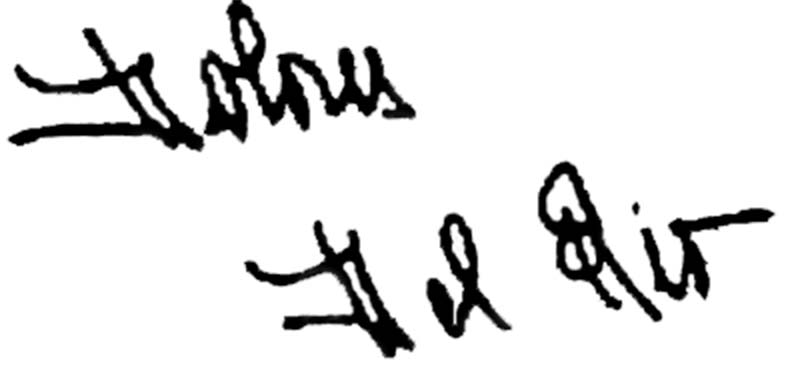
La firma

Nata nel sobborgo di Victoria de Durango, Messico, da una famiglia di ricchi proprietari terrieri di origine basca, Jesus Leonardo Asúnsolo Jacques e Antonia López-Negrete. In seguito alla Rivoluzione messicana la sua famiglia perse tutto e si trasferì a Città del Messico, dove la giovane Dolores frequentò un collegio francese, distinguendosi nell'alta società della capitale per la sua particolare bellezza. Il desiderio di recuperare il suo confortevole stile di vita la spinse a perseguire la carriera di attrice.
Nel 1921 conobbe Jaime Martínez del Río, al tempo trentaquattrenne, che sposò dopo solo due mesi. La coppia trascorse una lunga luna di miele in Europa e rientrata in Messico si stabilì nella tenuta del marito dove si coltivava cotone. Purtroppo Jaime era più un uomo di cultura e di arte che di affari e l'impresa non ebbe successo tanto che la coppia dovette tornare a vivere nella capitale dove poteva sempre contare sul sostegno e l'appoggio dei genitori di lei.

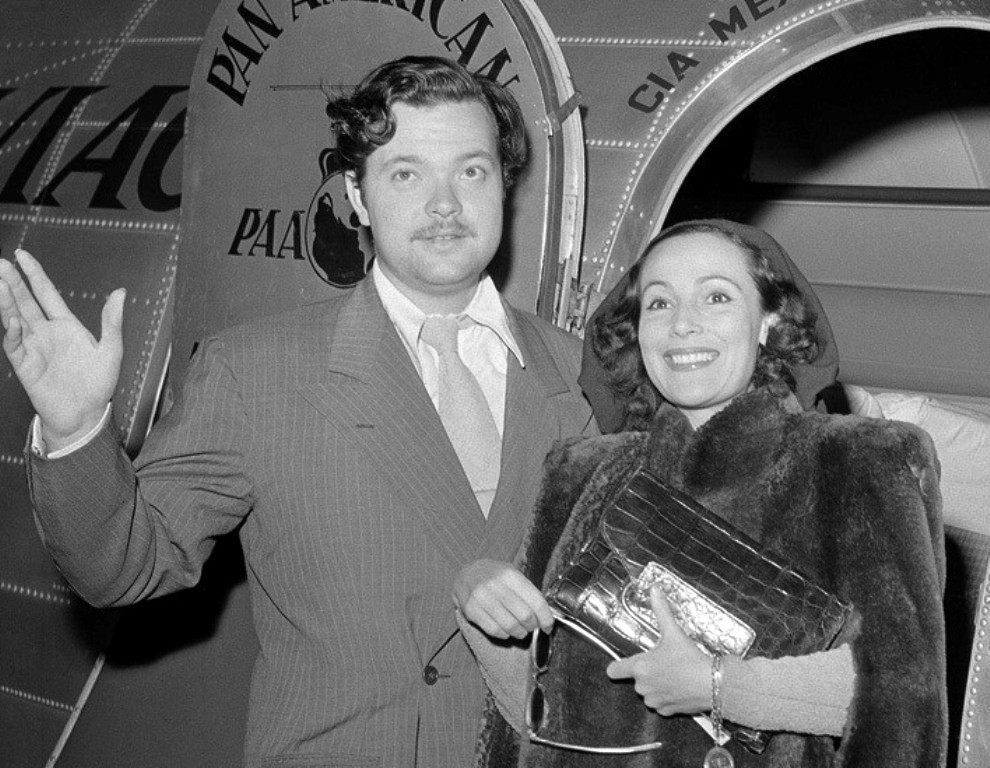
Con Orson Welles nel 1941

A una festa venne notata da Edwin Carewe, famoso produttore e regista hollywoodiano dell'epoca del muto, in quel periodo in Messico in luna di miele, che fece di tutto per convincerla a firmare un contratto. Sia Dolores sia il marito Jaime considerarono la proposta una buona opportunità e nel 1925 si trasferirono nella Mecca del Cinema. Il produttore organizzò una grande campagna pubblicitaria presentandola come la prossima grande stella e venne scelto il nome d'arte Dolores Del Rio, con la D del cognome divenuta maiuscola.
Esordì sul grande schermo sostenendo una piccola parte nel film Joanna (1925) e girò altri tre film nello stesso anno sempre con la direzione di Edwin Carewe. Un cambio di passo avvenne quasi subito grazie al film Gloria (1926), diretto da Raoul Walsh nel quale ottenne il ruolo principale in una parte drammatica e rivelò le sue qualità artistiche e la sua bellezza, doti che, unite a una sua maggior congenialità per le parti drammatiche, commossero e destarono l'ammirazione di tutte le platee. A Hollywood sarà persino definita la replica femminile di Rodolfo Valentino.
Nel 1926 vinse l'edizione di quell'anno del premio WAMPAS Baby Stars, un'iniziativa pubblicitaria promossa negli Stati Uniti dalla Western Association of Motion Picture Advertisers, che premiava ogni anno tredici ragazze giudicate pronte a iniziare una brillante carriera nel cinema. Altro grande successo fu Ramona per il quale incise l'omonima canzone che ebbe un grande successo permettendole così di non essere oscurata dal cinema sonoro che sarebbe arrivato di lì a pochi anni.

Al grande successo come attrice corrisponde purtroppo anche il fallimento del proprio matrimonio, dopo un viaggio alle Hawaii fatto con lo scopo di salvare il rapporto la coppia infatti decise di divorziare e Jaime, che ormai era diventato il marito della stella del cinema, si trasferì in Europa nella speranza di trovare da solo la propria fortuna, ma morì poco tempo dopo. Edwin Carewe girerà complessivamente sette film con Dolores, l'ultimo dei quali fu Evangelina (1929), dopodiché i due ruppero il sodalizio artistico e sentimentale e Carewe ritornò dalla moglie.

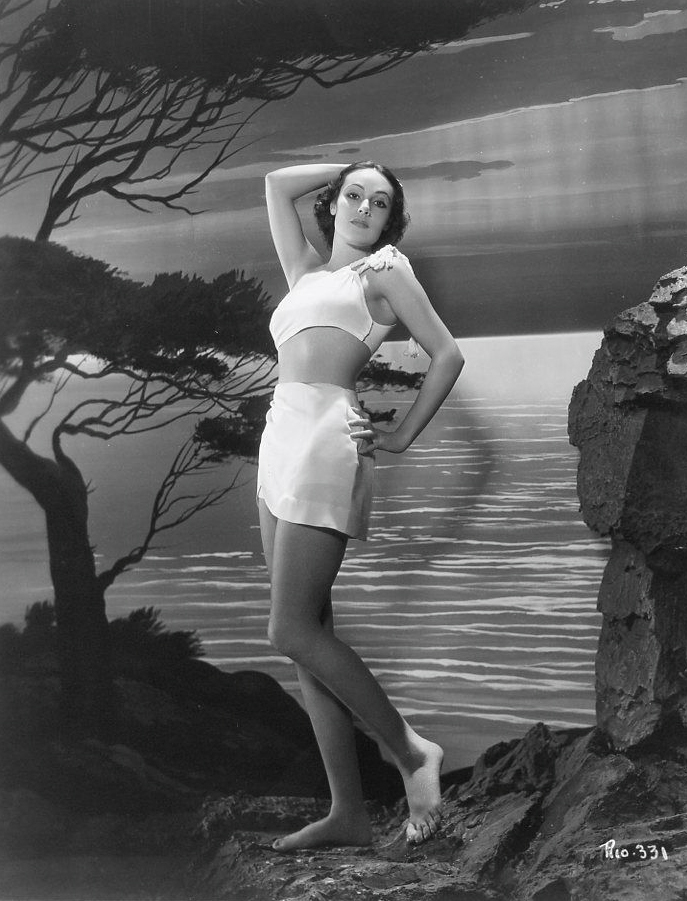
Del Río è considerata una pioniera nell'indossare il costume da bagno in due pezzi, noto poi come bikini. Qui sta posando in una fotografia pubblicitaria per il film In Caliente (1935) mentre indossa questo tipo di costume

 A soli 24 anni Dolores aveva conquistato Hollywood ma forse anche la cosa più importante: la sua libertà. Nel 1930 Dolores sposò lo scenografo Cedric Gibbons che lavorava per la Metro-Goldwyn-Mayer. Grazie al marito si costruì una nuova immagine di bellezza altera e aristocratica che le consentì di continuare a lavorare al cinema anche se non sempre da protagonista. Il marito la introdusse nei circoli sociali di Hollywood ma non solo, dove venne sempre ammirata per la sua bellezza ed eleganza. Nel 1932 interpretò a fianco di Joel McCrea Luana, la vergine sacra dove fu perfetta nell'incarnare la fiera ragazza dei mari del Sud e divenne per tutti simbolo di sensualità ed esotismo anche grazie alla famosa scena del bagno dove i protagonisti sembrano nudi.
Nel 1934 tornò dopo tanti anni in Messico, era stata invitata dal presidente messicano Abelardo Luján Rodríguez in occasione della inaugurazione del Palazzo delle Belle Arti. Trovò un paese molto cambiato da quello che aveva lasciato ed ebbe modo entrare in contatto con gli artisti e gli intellettuali dell'epoca. Il cinema messicano le offrì dei lavori ma lei preferì tornare a Hollywood dove però la sua stella si stava appannando se non addirittura spegnendo: i suoi film si rivelavano dei fiaschi al botteghino, tanto che venne soprannominata "veleno del botteghino" come Marlene Dietrich e Katharine Hepburn e altre attrici (il nomignolo derivava dall'omonimo titolo della rubrica di una rivista scandalistica), ma anche per l'ostracismo di certe persone che vedevano in lei una sostenitrice dei comunisti.
Nel 1937 conobbe Orson Welles e con lui iniziò una appassionante storia d'amore. La donna fece di tutto per divorziare al più presto dal marito e alla prima del film Quarto potere era a fianco del regista come per ufficializzare la loro relazione. Il poco interesse dimostrato da Orson ma anche le difficoltà lavorative a Hollywood spinsero l'attrice a decidere di rientrare in Messico dove sperava in una nuova rinascita e nuove opportunità. L'amicizia rimase nonostante tutto anche se sembra che il regista considerasse Dolores il grande amore della sua vita.
La decisione si rivelò giusta fin da subito, nella capitale ritrovò molti artisti che aveva incontrato nel 1934 con i quali aveva anche stretto amicizia e tra questi il produttore Agustín J. Fink che le propose un contratto con la casa di produzione Films Mundiales S.A..
Il primo film messicano fu Messico insanguinato (Flor Silvestre) diretto da Emilio Fernández nel 1943 con protagonista maschile Pedro Armendáriz. Sebbene a Hollywood negli ultimi anni avesse interpretato ruoli aristocratici ed eleganti, il ruolo di Dolores era quello di una umile contadina di semplice bellezza, vittima dei pregiudizi sociali che ancora perduravano nel paese. Il pubblico e la critica apprezzarono sia il film che l'interpretazione.
In pochissimo tempo il regista Emilio Fernández preparò il suo nuovo film che doveva avere come protagonista Dolores: La vergine indiana (Maria Candelaria). In verità si trattava di una sorta di omaggio amoroso, il regista ammirava da anni l'attrice e voleva anche scusarsi per il comportamento non sempre gentile che aveva avuto con lei durante la lavorazione del primo film. Grazie a questo film Dolores non era più vista come simbolo di esotismo latino nei paesi stranieri ma piuttosto una sorta di simbolo nazionale per il Messico. Il film venne presentato al Festival di Cannes 1946 dove vinse il Grand Prix du Festival International du Film come miglior film.
La collaborazione tra l'attrice e il regista proseguì fruttuosa con altri film, creando quella che in anni successivi venne denominata "l'epoca d'oro del cinema messicano". Nei suoi film Emilio Fernández rifletteva il suo amore per la protagonista, bella ma irraggiungibile quindi destinata quasi sempre a non vedere coronato il suo sogno d'amore. L'attrice però ebbe modo di interpretare diversi ruoli, dalla bella aristocratica alla donna di vita dimostrando notevoli capacità drammatiche.
L'ultima collaborazione fu con il film La malquerida del 1949 dove compare Columba Domínguez, nuovo simbolo della bellezza messicana scelta dal regista. Finito sia il rapporto sentimentale che lavorativo con il regista decise quindi di prendere in mano la sua vita e seguire personalmente anche la parte contrattuale.

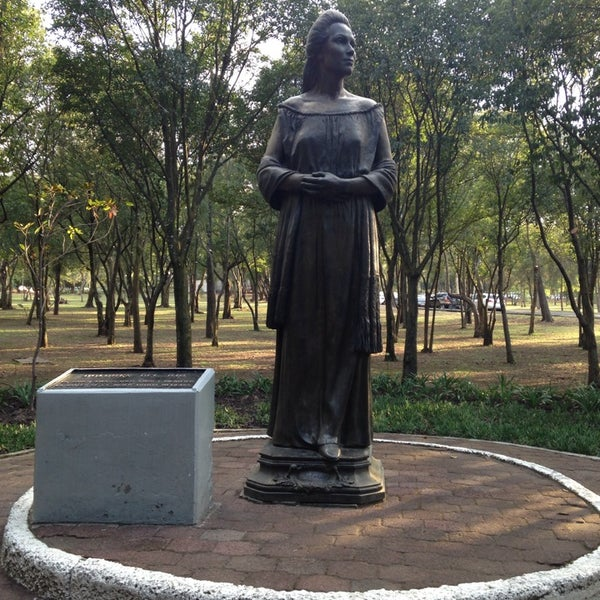
La statua di Dolores del Rio nel parco di Chapultepec a Città del Messico

Altri film molto importanti furono quelli diretti da Roberto Gavaldón: Vita rubata (La Otra), La Casa Chica e El Niño y la niebla dove viene privilegiata l'ambientazione cittadina e, soprattutto nel primo film si richiama il noir americano. In questo periodo di grande attività non venne dimenticata da Hollywood, nel 1946 infatti venne chiamata da John Ford per girare il film La croce di fuoco assieme a Pedro Armendáriz, pellicola che vede protagonista Henry Fonda. Nel 1949 conobbe il miliardario americano Lou A. Riley con il quale finalmente ebbe una relazione lunga e stabile. L'uomo fu un grande sostegno nei suoi progetti lavorativi ma anche filantropici.
Con Doña Perfecta del 1951 finalmente poté interpretare un ruolo non più giovanile e più adatto alla sua età, la sua bravura venne confermata con l'ottenimento del suo secondo Premio Ariel l'equivalente messicano del Premio Oscar. Nel 1955 girò in Spagna il film Señora ama, diretta da suo cugino Julio Bracho, che trattava un tema caro all'attrice, l'impossibilità di avere figli.
Nel 1959 interpretò La Cucaracha a fianco di María Félix, a detta di molti la sua grande rivale. In realtà le due attrici, pur non essendo amiche intime, si stimavano e non ebbero mai nessun tipo di litigio. Nel 1960 Dolores ritornò a Hollywood, dove girò Stella di fuoco, accanto alla giovane stella musicale Elvis Presley, diretta da Don Siegel. In questa fase della sua carriera, alternò film in Messico, dove lavorò con la diva argentina Libertad Lamarque, e Stati Uniti. Nel 1964 recitò nel western Il grande sentiero, diretta nuovamente da John Ford, con un cast che includeva Richard Widmark, Carroll Baker, James Stewart e Ricardo Montalbán.

Recitò anche in teatro in classici come Anastasia (1956), Il ventaglio di Lady Windermere (1958) e La signora delle camelie (1968), riscuotendo grande successo in Messico, Sud America ed Europa. Partecipò anche ad alcune serie televisive americane, lavorando con personaggi come Buster Keaton, Cesar Romero e altri. Nel 1967 lavorò per la prima volta in Italia, sotto la regia di Francesco Rosi, nel film C'era una volta... con Sophia Loren e Omar Sharif. Il suo ultimo film fu I figli di Sanchez (1978). Nonostante la presenza di Anthony Quinn e Katy Jurado, altri due attori messicani molto apprezzati ad Hollywood il film divise pubblico e critica e fu l'ultimo in cui lavorò l'attrice.

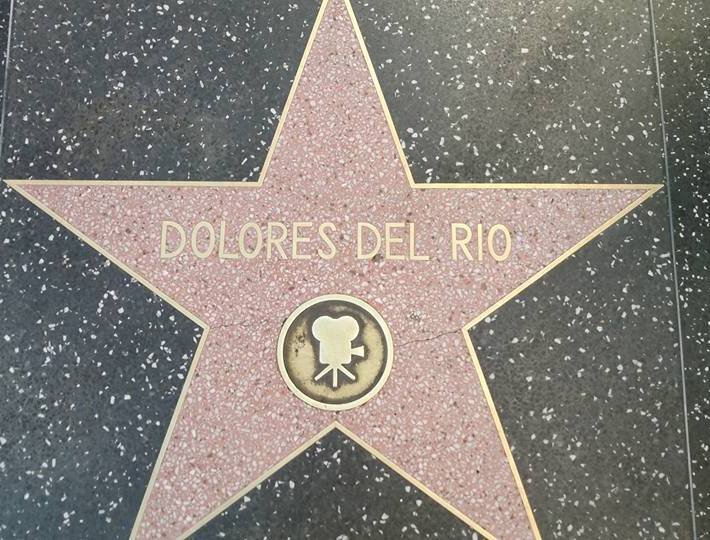
La stella dell'attrice nella Hollywood Walk of Fame

In quel periodo l'attrice era impegnata in cause filantropiche e culturali, oltre a essere una delle fondatrici del Festival Internacional Cervantino fu una delle principali promotrici della Reseña Internacional de Cine de Acapulco. Sostenne il sindacato "Asociación Nacional de Actores" per il quale si spese per progetti a sostegno della maternità per le lavoratrici dello spettacolo. Nel 1975 filmò per l'UNICEF una campagna contro la denutrizione infantile.
Nel 1981 il Circolo dei critici di San Francisco organizzò una serata in suo onore alla quale hanno partecipato registi leggendari come Francis Ford Coppola, Mervyn LeRoy e George Cukor. L'anno successivo le venne attribuito il Premio George Eastman per il suo contributo all'industria cinematografica. Morì nel 1983 in California dove si era recata per curare l'artrite reumatoide che la affliggeva da anni. Le sue ceneri vennero poi riportate in Messico.

## Filmografia

### Cinema
- Joanna, regia di Edwin Carewe (1925)
- High Steppers, regia di Edwin Carewe (1926)
- Pals First, regia di Edwin Carewe (1926)
- Gloria (What Price Glory), regia di Raoul Walsh (1926)
- The Whole Town's Talking, regia di Edward Laemmle (1926)
- Resurrezione (Resurrection), regia di Edwin Carewe (1927)
- Gli amori di Carmen (The Loves of Carmen), regia di Raoul Walsh (1927)
- The Gateway of the Moon, regia di John Griffith Wray (1928)
- La sete dell'oro (The Trail of '98), regia di Clarence Brown (1928)

Dolores Del Rio in Ramona (1928)

- Ramona, regia di Edwin Carewe (1928)
- Corona di fango (No Other Woman), regia di Lou Tellegen (1928)
- La danzatrice rossa (The Red Dancer), regia di Raoul Walsh (1928)
- Maruska (Revenge), regia di Edwin Carewe (1928)
- Evangelina (Evangeline), regia di Edwin Carewe (1929)
- To oneiron tou glyptou, regia di Lou Tellegen (1930)
- Femmina (The Bad One), regia di George Fitzmaurice (1930)
- La danzatrice di Rio Grande (Girl of the Rio), regia di Herbert Brenon (1932)
- Luana, la vergine sacra (Bird of Paradise), regia di King Vidor (1932)
- Carioca (Flying Down to Rio), regia di Thornton Freeland (1933)
- Wonder Bar, regia di Lloyd Bacon (1934)
- Madame du Barry, regia di William Dieterle (1934)
- Follia messicana (In Caliente), regia di Lloyd Bacon (1935)
- I Live for Love, regia di Busby Berkeley (1935)
- The Widow from Monte Carlo, regia di Arthur Greville Collins (1935)
- Accusata (Accused), regia di Thornton Freeland (1935)
- Femmina dei porti (The Devil's Playground), regia di Erle C. Kenton (1937)
- La spia dei lancieri (Lancer Spy), regia di Gregory Ratoff (1937)
- L'ultima nave da Shanghai (International Settlement), regia di Eugene Forde (1938)
- La guida eroica (The Man from Dakota), regia di Leslie Fenton (1940)
- Terrore sul Mar Nero (Journey Into Fear), regia di Norman Foster (1943)
- Messico insanguinato (Flor Silvestre), regia di Emilio Fernández (1943)
- La vergine indiana (Maria Candelaria), regia di Emilio Fernández (1944)
- Abbandonata (Las Abandonadas), regia di Emilio Fernández (1945)
- Amore maledetto (Bugambilia), regia di Emilio Fernández (1945)
- Giungla in fiamme (Selva de fuego), regia di Fernando de Fuentes (1945)
- Vita rubata (La Otra), regia di Roberto Gavaldón (1946)
- La croce di fuoco (The Fugitive), regia di John Ford (1947)
- Storia di una donna perduta (Historia de una mala mujer), regia di Luis Saslavsky (1948)
- La malquerida, colei che non si deve amare (La malquerida), regia di Emilio Fernández (1949)
- La Casa Chica, regia di Roberto Gavaldón (1950)
- Deseada, regia di Roberto Gavaldón (1951)
- Doña Perfecta, regia di Alejandro Galindo (1951)
- Reportaje, regia di Emilio Fernández (1953)
- El Niño y la niebla, regia di Roberto Gavaldón (1953)
- Señora ama, regia di Julio Bracho (1955)
- ¿Adónde van nuestros hijos?, regia di Benito Alazraki (1958)
- La Cucaracha (The Soldiers of Pancho Villa), regia di Ismael Rodríguez (1959)
- Stella di fuoco (Flaming Star), regia di Don Siegel (1960)
- El pecado de una madre, regia di Alfonso Corona Blake (1962)
- Il grande sentiero (Cheyenne Autumn), regia di John Ford (1964)
- La dama del alba, regia di Francisco Rovira Beleta (1966)
- Casa de mujeres, regia di Julián Soler (1966)
- El hijo de todas, regia di Julián Soler (1967)
- Rio Blanco, regia di Roberto Gavaldón (1967)
- C'era una volta..., regia di Francesco Rosi (1967)
- I figli di Sanchez (The Children of Sanchez), regia di Hall Bartlett (1978)

### Televisione
- The Man Who Bought Paradise, regia di Ralph Nelson – film TV (1965)
- Le spie (I Spy) – serie TV, episodio 1x21 (1966)
- Marcus Welby (Marcus Welby, M.D.) – serie TV, episodio 1x17 (1970)

## Riconoscimenti
- WAMPAS Baby Stars 1926
- Stella della Hollywood Walk of Fame al 1630 di Vine Street
- Premio Ariel 1944 come miglior attrice per il film Abbandonata (Las abandonadas)
- Premio Ariel 1951 come miglior attrice per il film Doña Perfecta
- Premio Ariel 1953 come miglior attrice per il film El niño y la niebla
- Premio Ariel d'Oro 1975

## Doppiatrici italiane
- Giovanna Scotto in La croce di fuoco, La spia dei lancieri
- Andreina Pagnani in Carioca (doppiaggio originale)
- Anna Miserocchi in Il grande sentiero
- Lydia Simoneschi in C'era una volta
- Pinella Dragani in Carioca (ridoppiaggio)
- Alba Cardilli in Terrore sul Mar Nero (ridoppiaggio)
- Barbara Berengo Gardin in Luana, la vergine sacra (ridoppiaggio)